# Chanson réaliste
Chanson réaliste (ungefär: sång om verkligheten) är en musikgenre som uppstod i Frankrike under 1880-talet och blev populär under mellankrigstiden genom sångare som Fréhel, Damia och Edith Piaf. Genrens företrädare är oftast kvinnor (chanteuse réaliste), och sångtexterna behandlar dramatiska ämnen med svärta, inspirerade av vardagslivet i Paris.

## Artister
- Aristide Bruant
- Damia
- Fréhel
- Yvonne George
- Édith Piaf
- Renaud
- Mano Solo
- Berthe Sylva